# Grand Prix Norwich Union de snooker
Le Grand Prix Norwich Union est un tournoi de snooker professionnel sur invitation créé en 1988 et disparu en 1990.

## Histoire
Organisé à Monaco et ne comptant pas pour le classement mondial, la première édition a été remportée par Steve Davis. Ses compatriotes Joe Johnson et John Parrott s'imposent lors des deux autres éditions en 1989 et 1990.
La dotation était de 105 000 £ en 1988 puis de 40 000 £ et 60 000 £ les deux années suivantes.

## Palmarès
| Année                                 | Ville                                 | Vainqueur                             | Finaliste                             | Score                                 | Saison                                |
| Grand Prix Norwich Union (non classé) | Grand Prix Norwich Union (non classé) | Grand Prix Norwich Union (non classé) | Grand Prix Norwich Union (non classé) | Grand Prix Norwich Union (non classé) | Grand Prix Norwich Union (non classé) |
| ------------------------------------- | ------------------------------------- | ------------------------------------- | ------------------------------------- | ------------------------------------- | ------------------------------------- |
| 1988                                  | Monaco                                | Steve Davis                           | Jimmy White                           | 5-4                                   | 1988-1989                             |
| 1989                                  | Monaco                                | Joe Johnson                           | Stephen Hendry                        | 5-3                                   | 1989-1990                             |
| 1990                                  | Monaco                                | John Parrott                          | Steve Davis                           | 4-2                                   | 1990-1991                             |

## Bilan par pays
| Pays       | Joueurs | Total | Premier titre | Dernier titre |
| ---------- | ------- | ----- | ------------- | ------------- |
| Angleterre | 3       | 3     | 1988          | 1990          |